# Abu Saleh Mohammad Nasim
Abu Saleh Mohammad Nasim, né le 4 janvier 1946 est un ancien chef d'état-major de l'armée du Bangladesh. En 1996, il a tenté un coup d'État militaire contre le gouvernement intérimaire qui se préparait à des élections générales. Après l'échec du coup d'État en 1996, il a été arrêté, placé en résidence surveillée, puis démis de ses fonctions. Cette année-là, la Ligue Awami a été élue au gouvernement. Elle a annulé le renvoi de Nasim de l'armée et lui a ensuite accordé une décharge honorable.

## Jeunesse
Nasim est diplômé du Faujdarhat Cadet College et s'engage comme pilote dans l'armée de l'air pakistanaise en 1967. Il a été nommé sous-lieutenant dans le régiment du Bengale oriental en 1970 dans le cadre du programme du Collège des cadets de l'armée à PMA Kakul. Il a participé à la guerre de libération du Bangladesh et a été décoré du Bir Bikrom (en) pour sa valeur par le gouvernement en 1971.

## Carrière
Nasim a été nommé chef d'état-major de l'armée par le gouvernement du Parti nationaliste du Bangladesh dirigé par la Première ministre de l'époque, Bégum Khaleda Zia, en 1994,.

## Coup d'État en 1996
Nasim a organisé un coup d'État militaire avorté en 1996. Le 19 mai 1996, Abdur Rahman Biswas, président du Bangladesh sous un gouvernement intérimaire, a ordonné au lieutenant-général Nasim de forcer la retraite du major-général Morshed Khan, commandant du cantonnement de Bogra, et du brigadier Miron Hamidur Rahman, chef adjoint des Bangladesh Rifles (en),. Les deux officiers avaient publié des déclarations exprimant leur mécontentement à l'égard de la situation du pays. Le président pensait qu'ils étaient impliqués dans des activités politiques avec des partis d'opposition. Nasim a refusé d'obtempérer. Le lendemain, Biswas le licencie et envoie des soldats contrôler les stations de radio et de télévision publiques. Ce jour-là, à midi, Nasim a ordonné aux soldats des divisions de Bogra, Jessore et Mymensingh de marcher vers Dacca. Le major général Imamuzzaman Chowdhury de la neuvième division d'infanterie, qui commandait la division située le plus près de Dacca, est resté fidèle au président. Il a ordonné le retrait de tous les bateaux et ferries de la rivière Jamuna dans le port d'Aricha, afin que les divisions Bogra et Jessore ne puissent pas traverser la rivière.
Nasim a envoyé un contingent de troupes avec des chars pour bloquer l'autoroute Dacca-Mymenshing. Cela a empêché l'armée de la division Mymensingh d'entrer dans la capitale. Pendant ce temps, le major général Mohammad Anwar Hossain (en), officier général commandant la 33e division d'infanterie située à Comilla, est également venu en aide au président. Il a mobilisé la 101e brigade d'infanterie entièrement équipée, sous le commandement du brigadier Shah Ikram (futur général de division) à Dacca pour fortifier Bangabhaban, le palais présidentiel,. La 33e division a été déployée, avec un bataillon d'infanterie et une compagnie de chars du 7e bataillon blindé à cheval sur l'autoroute Dacca-Chittagong, pour créer un blocus contre la 24e division d'infanterie située à Chittagong. Le gouvernement a diffusé des annonces demandant à tous les soldats de rester dans leur propre cantonnement. Après quelques heures, les soldats de la division Mymensingh sont retournés dans leurs casernes. La division Chittagong n'a jamais été mobilisée vers Dacca. L'officier général commandant la division Chittagong a compris que le coup d'Etat militaire avait très peu de chances de réussir. Cette nuit-là, Nasim a été interviewé par la BBC et, à propos des mouvements de troupes, il a déclaré qu'en tant que chef des armées, il pouvait déplacer les troupes quand il le voulait. Nasim a été arrêté par le commandant de la 14e brigade indépendante du génie et placé en résidence surveillée dans le mess de l'armée, derrière la bibliothèque centrale de l'armée à Dacca. Plus tard, le gouvernement de la Ligue Awami, qui a été élu en 1996, lui a accordé une retraite officielle.